# Mapnik
Mapnik是一個开放源代码的地图学工具集，提供基於客戶端與伺服器端的地圖渲染使用，以C++撰寫。Mapnik的原始開發者，Artem Pavlenko將目標明確設定為透過使用子像素反鋸齒功能來建立美麗的地圖。Mapnik現在也有Cairo渲染後端。Mapnik使用Boost C++ Libraries來處理如記憶體管理、存取文件系统、正規表達式與解析XML等的一般軟體工作。地圖的外觀可以使用XML檔案來定義，也可以透過C++、Python與Node.js等程式語言來建構。

## 資料格式
Mapnik透過外掛程式框架來支援許多的資料格式。目前已有OGR與GDAL的外掛程式來讀取一系列的向量與光柵資料集。Mapnik也有自訂的Shapefile、PostGIS與GeoTIFF讀取器。未來也會提供更多的資料存取外掛程式。還有一個osm2pgsql工具，其可以將開放街圖的資料轉換為可以被PostgreSQL載入的格式。Mapnik可以用於將開放街圖的資料渲染成使用者想要的外觀。

## 平臺
Mapnik是一套可以在Windows、Mac與如Linux或Solaris等类Unix系统上執行的工具集。

## 使用
其中最多使用者的是開放街圖專案，其與Apache HTTP伺服器的模組（mod_tile）結合使用，並用openstreetmap-carto樣式來渲染開放街圖的預設圖層。Mapnik也被CloudMade、MapQuest與Mapbox所使用。

## 授權條款
Mapnik是以GNU宽通用公共许可证（LGPL）釋出的自由軟體。

## 外部連結
- 官方网站